# Johanniterkommende Boxberg
Die Johanniterkommende Boxberg war eine Kommende des Johanniterordens in Boxberg im Main-Tauber-Kreis in Baden-Württemberg.

## Geschichte
Der Sitz der im Jahre 1239 erstmals urkundlich erwähnte Johanniterkommende Wölchingen wurde nach 1287, spätestens im Jahre 1313, von Wölchingen nach Boxberg verlegt.
Die Johanniterkommende Boxberg bestand bis ins Jahr 1381, als sie durch Verkauf an die Ritter von Rosenberg fiel und in der Folge aufgehoben wurde.